# 야마지 카즈히로

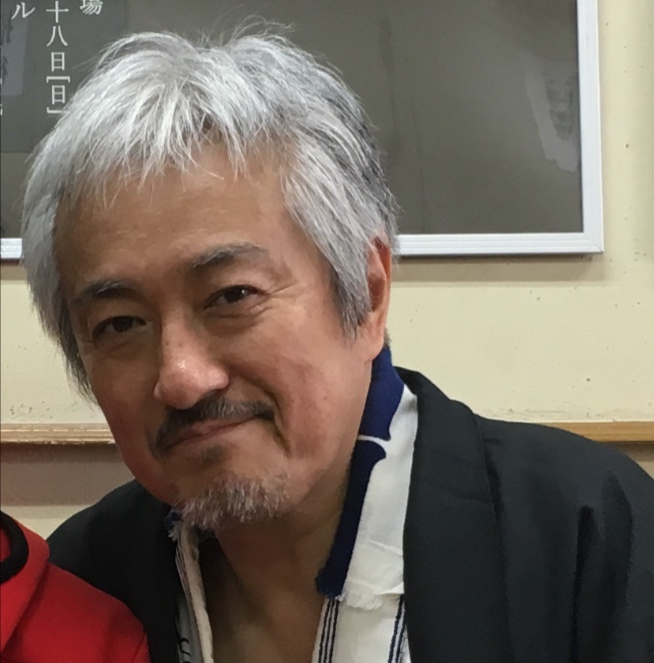

야마지 카즈히로(Kazuhiro Yamaji, 1954년 6월 4일 ~ )는 일본의 배우, 성우이다.
미에현에서 태어났다. 2020년 1월 22일, 성우 박로미와의 결혼을 발표하였다.

## 방송
- 기묘한 이야기 '16 봄 특별편
- 나오미와 카나코
- 오사카 순환선 사람 역마다의 사랑 이야기
- 헤이세이 원숭이와 게의 전쟁
- 나라고 하는 운명에 대하여

## 성우
2016년
원피스 필름 골드(극장판) (길드 테소로)
2018년
- 진격의 거인 3기 1쿨 (케니 아커만)

2020년
- 진격의 거인 파이널 1쿨 (케니 아커만)

2025년
- 극장판 도라에몽: 진구의 그림이야기 (소도로)

## 영화
- 배트맨 닌자 대 야쿠자 리그 (2025년) - 라스 알 굴 역
- 극장판 SPY×FAMILY CODE: White (2023년) - 헨리 핸더슨 역
- 블레임 (2017년)
- 오사카 순환선 사람 역마다의 사랑 이야기 (2016년)
- 원피스 필름 골드 (2016년) - 테소로 역
- 파문 (불길한 시리즈) (2015년)
- 괴물의 아이 (2015년) - 이오젠 목소리 역
- 극장판 사이코패스 (2014년)
- 리턴(일본어판) (2013년)
- 가면 라이더 - 블레이드 미싱 에이스 (2004년) - 카라스마 케이 역
- 영화 크레용 신짱: 폭풍을 부르는 앗파레! 전국대합전 (2002년) - 타카토라 역
- 아미티지: 듀얼 매트릭스 (2002년)
- 이누가미 (2001년)
- 다중인격소녀 ISOLA (2000년)
- 화이트아웃 (2000년)
- 한 지붕 아래 2 (1997년)
- 명탐정 코난: 시계장치의 마천루 (1997년) - 쿠로카와 다이스케, 의사, 변성기 소리 목소리 역
- 공각기동대 (1995년) - 청소부 A 목소리 역
- 당한 여자 (1981년)